# Фуенхірола
Фуенхірола (ісп. Fuengirola) — муніципалітет в Іспанії, у складі автономної спільноти Андалусія, у провінції Малага. Населення — 71 783 особи (2010).
Муніципалітет розташований на відстані близько 440 км на південь від Мадрида, 26 км на південний захід від Малаги.

## Демографія
Динаміка населення (INE ):

## Уродженці
- Мігель Ерран (нар. 1996) — іспанський актор.
- Хесус Гамес (нар. 1985) — іспанський футболіст, захисник.

## Галерея зображень

Розташування муніципалітету у провінції Малага
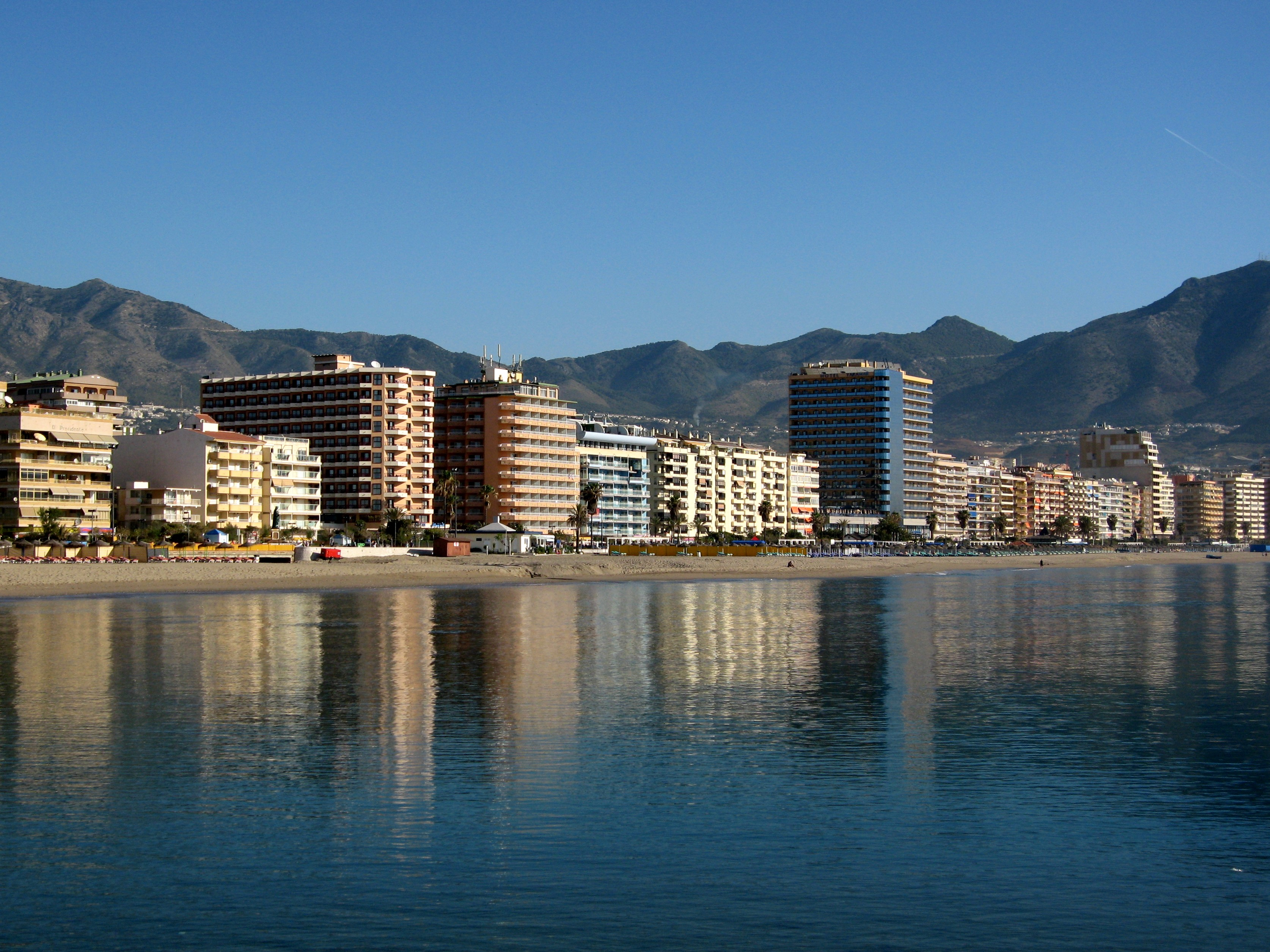
Фуенхірола, вид з моря
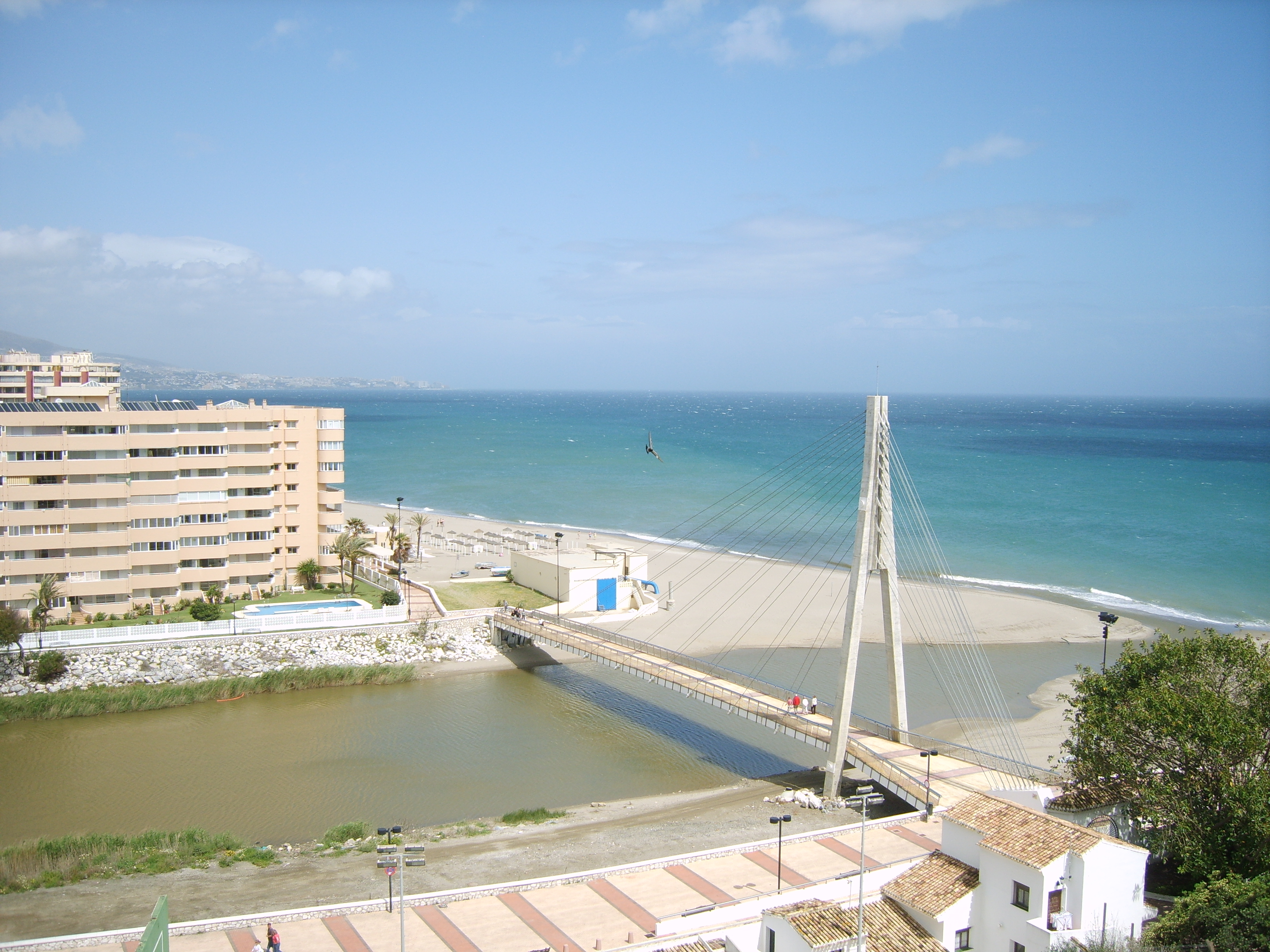
Гирло річки Фуенхірола
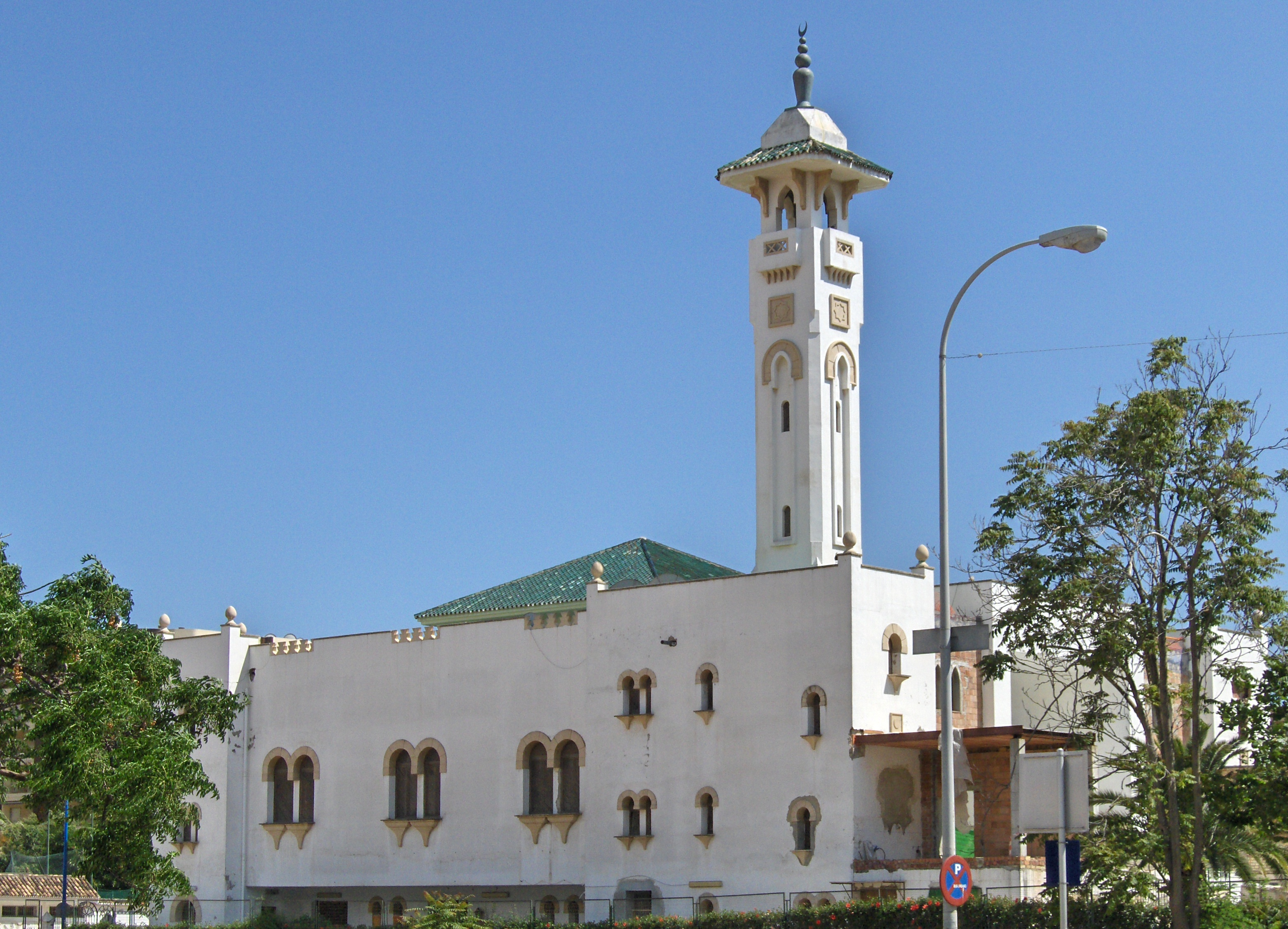
Мечеть у Фуенхіролі
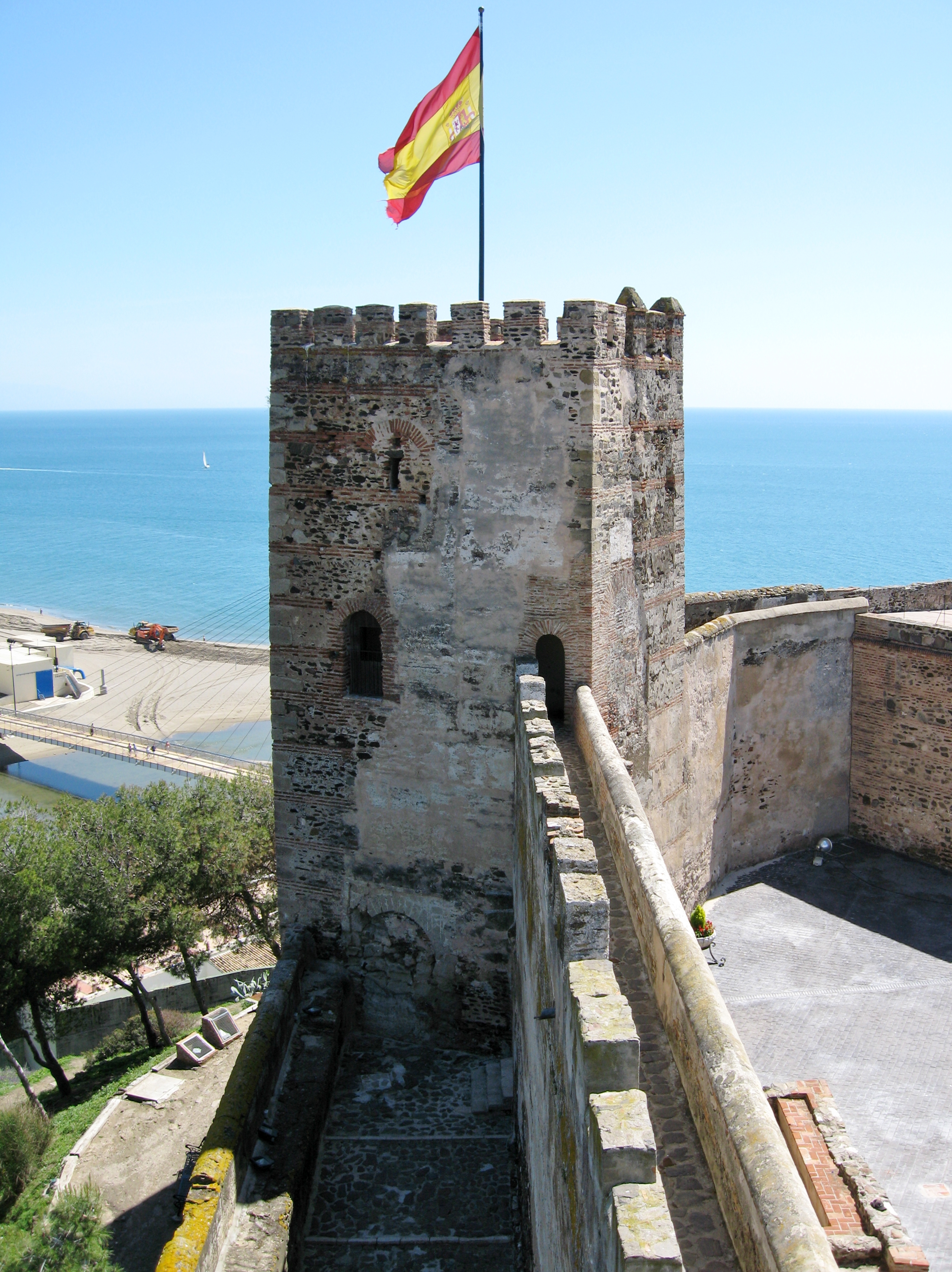
Замок Соайль
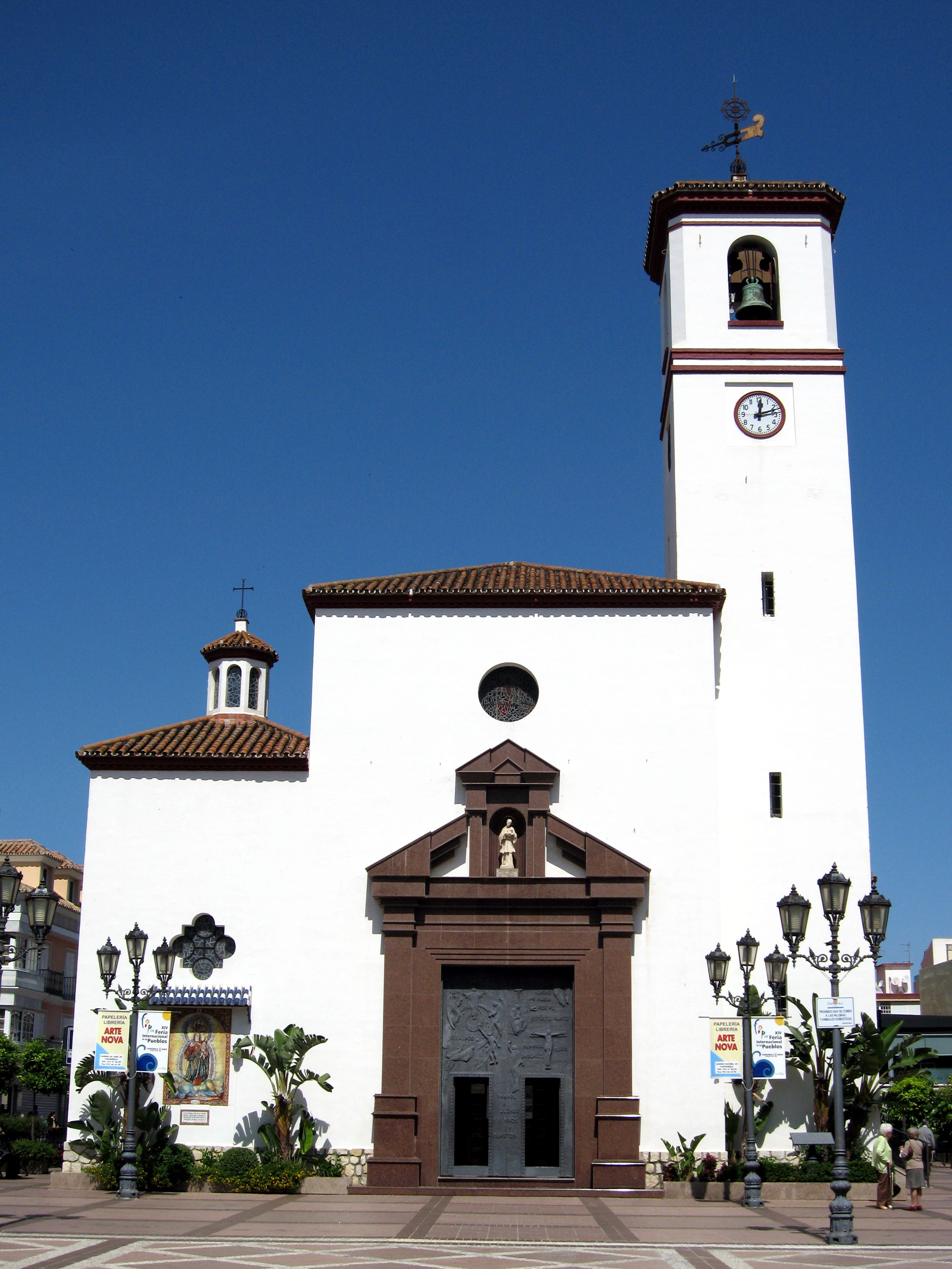
Парафіяльна церква Нуестра-Сеньйора-дель-Росаріо
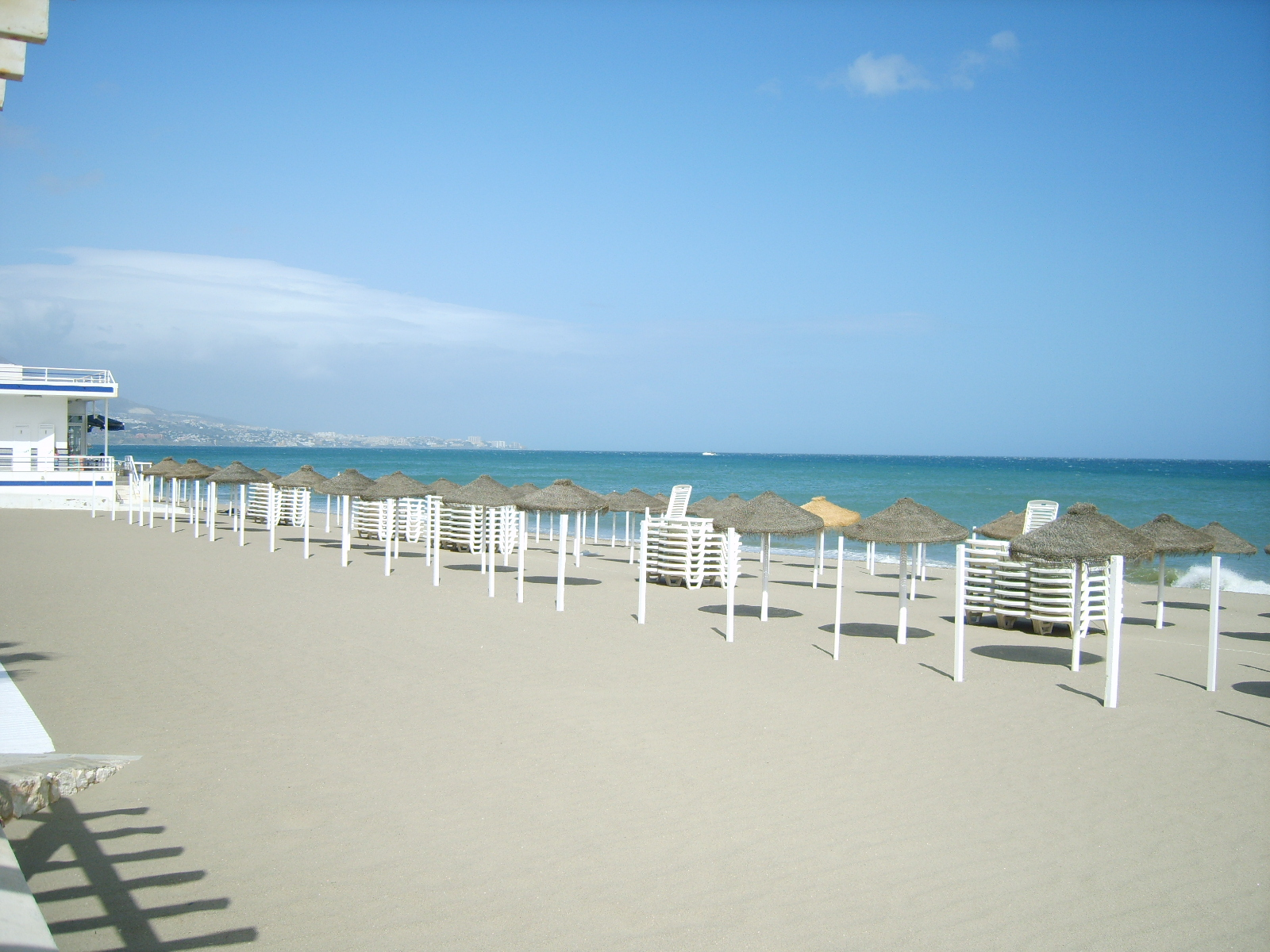
Фуенхірола, пляж
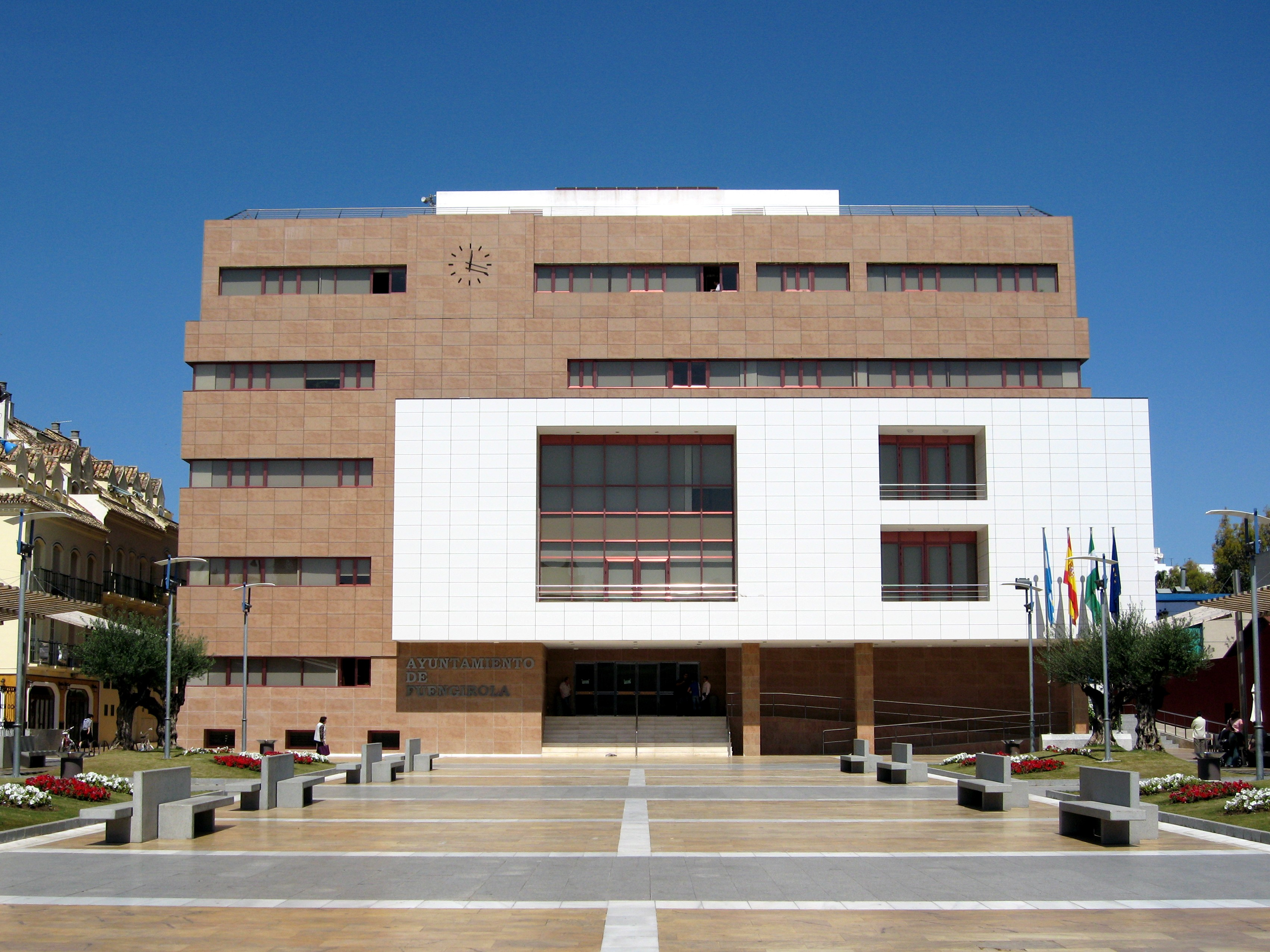
Новий будинок муніципальної ради
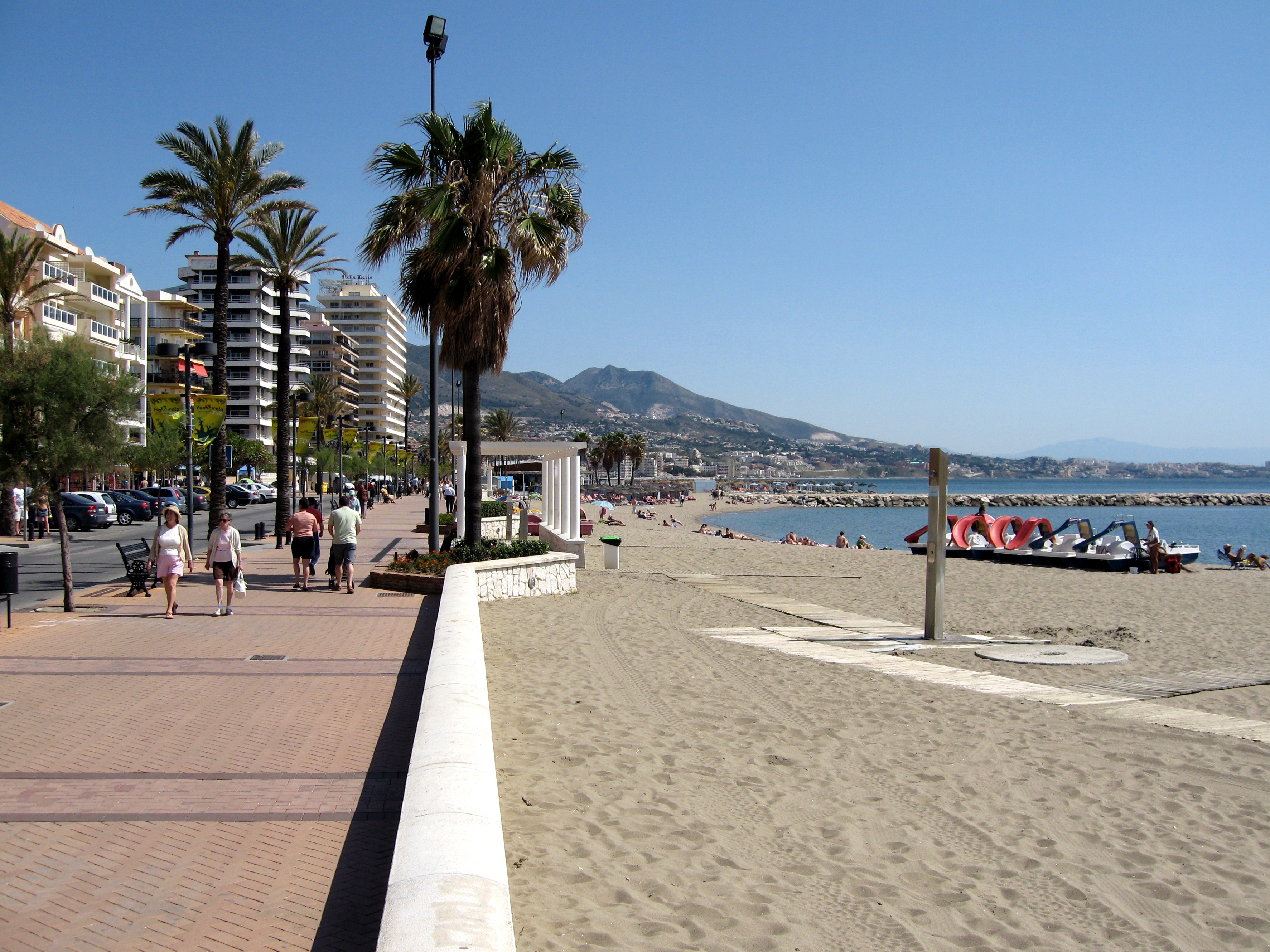
Пляж у Фуенхіролі